# Elwira Beata Śliwkiewicz-Cisak
Elwira Beata Śliwkiewicz-Cisak (ur. w 1962 w Białej Podlaskiej) – polska akordeonistka, dr hab., profesor zwyczajny Instytutu Muzyki Wydziału Artystycznego Uniwersytetu Marii Curie-Skłodowskiej.

## Życiorys
Odbyła studia w Akademii Muzycznej im. Fryderyka Chopina w Warszawie, natomiast w 2010 uzyskała habilitację, a 9 września 2013 nadano jej tytuł profesora w zakresie sztuk muzycznych. Została zatrudniona na stanowisku adiunkta w Międzyuczelnianej Katedrze Akordeonistyki na Wydziale Instrumentalnym Uniwersytetu Muzycznego Fryderyka Chopina, oraz w Zakładzie Pedagogiki Instrumentalnej na Wydziale Artystycznym Uniwersytetu Marii Curie-Skłodowskiej.
Pełni funkcję profesora zwyczajnego w Instytucie Muzyki na Wydziale Artystycznym Uniwersytetu Marii Curie-Skłodowskiej.

## Życie prywatne
Ma syna Jakuba.

## Odznaczenia
- 2013: Brązowy Medal „Zasłużony Kulturze Gloria Artis”[5]
- Srebrny i Złoty Krzyż Zasługi (2004, 2009)[5]
- 2004: Medal Komisji Edukacji Narodowej[5]
- 1985: Laureatka IV nagrody Ogólnopolskiego Konkursu Akordeonowego w Białymstoku[5]